# AlphaBay
AlphaBay byl tzv. darknet market, nelegální komerční webová stránka. Na stránce bylo možné koupit drogy, léky, kradené a falešné ID, malware, hackerské nástroje, střelné zbraně a různé toxické chemikálie.
Stránky byly zavřeny při operaci Bayonet, vedené proti AlphaBay a Hansa marketu, v červenci 2017. Administrátorem této stránky byl Kanaďan Alexandre Cazes (1991–2017), který pár dní po zatčení spáchal ve své cele sebevraždu. Podle jeho účetnictví vlastnil 25 milionů $, včetně nemovitostí a vozidel za 12,5 milionu $. Zbytek držel v hotovosti a v kryptoměnách.

## Historie
Alexandre Cazes začal s AlphaBay v červenci 2014, ale veřejně byla stránka spuštěna až 22. prosince 2014. K přístupu na stránku byl potřeba speciální anonymizační software Tor. Kvůli zachování anonymity se používala kryptoměna Bitcoin. Později se podpora kryptoměn rozšířila na Monero a Ethereum.
Dne 20. července 2017 byla stránka zavřena při operaci Bayonet. Na této operaci se podílely USA, Thajsko, Nizozemí, Kanada, Spojené království a Europol.

## Zavření stránky
Tajné služby USA byly schopné administrátora Alexandre Cazese najít díky jeho e-mailové adrese (pimp_alex_91@hotmail.com), pomocí které komunikoval s členy AlphaBay v roce 2014.

## Majetek Alexandre Cazese
Po zadržení vlastnil Cazes 6,6 milionu $ v Bitcoinu, 2,4 milionu $ v Ethereu, 622000$ v Moneru a 980512$ v Zcash. Vlastnil nejméně 11 bankovních účtů registrováných na jeho jméno, nebo jméno jeho manželky v Thajsku, Lichtenštejnsku a Švýcarsku. Vlastnil také automobily Lamborghini Aventador, Porsche Panamera, Mini Cooper a motorku BMW, tři nemovitosti v Bangkoku a letní sídlo v Phuketu.

## Prodejci
16. ledna 2018 byli dva prodejci odsouzeni za prodej drog na darknet marketu. David Ryan Burchard byl odsouzen na 6 let a 8 měsíců ve vězení a Emil Vladimirov Babadjov byl odsouzen na 5 let a 10 měsíců ve vězení.
Burchard prodával pod pseudonymem „Caliconnect“. Prodával hlavně marihuanu a kokain na tržištích Alphabay, Silk Road, Agora a Abraxas. Na Silk Road, než bylo tržiště uzavřeno, vydělal 1,4 milionu $. Po uzavření stránky se přesunul na Agoru a AlphaBay. K jeho dopadení byla podrobně prohledána databáze Silk Road, kde ke svému účtu použil heslo „asshole209“.
Babadjov prodával pod pseudonymy „Blime-Sub“ a „BTH-Overdose“ heroin, fentanyl a metamfetamin na AlphaBay.